# Drengerøve
 Ikke at forveksle med den britiske tv-serie, givet samme danske titel Drengerøve.
Drengerøve (originaltitel: Grown Ups) er en amerikansk buddy-komediefilm med Adam Sandler, Kevin James, Chris Rock, David Spade og Rob Schneider i hovedrollerne. Rock, Schneider, Spade og Sandler (samt medspilleren Tim Meadows) sluttede sig til en del af Saturday Night Live i 1990-1991 sæsonen, og skuespillerne Colin Quinn, Maya Rudolph, og Norm MacDonald har også været en del af SNL's faste medlemmer. Sandler og Fred Wolf skrev manuskriptet og Dennis Dugan instruerede. Filmen er produceret af Sandlers produktionsselskab Happy Madison og blev distribueret af Columbia Pictures.

## Medvirkende
- Adam Sandler – Lenny Feder
- Kevin James – Eric Lamonsoff
- Chris Rock – Kurt McKenzie
- David Spade – Marcus "Higgy" Higgins
- Rob Schneider – Rob Hilliard
- Salma Hayek -Roxanne Chase-Feder
- Maria Bello – Sally Lamonsoff
- Maya Rudolph – Deanne McKenzie
- Jake Goldberg – Greg Feder
- Ebony Jo-Ann – Mama Ronzoni
- Di Quon – Rita
- Madison Riley – Jasmine Hilliard
- Jamie Chung – Amber Hilliard
- Ashley Loren – Bridget Hilliard
- Colin Quinn – Dickie Bailey
- Tim Meadows – Malcolm
- Norm Macdonald – Geezer
- Steve Buscemi – Wiley
- Blake Clark – Coach
- Ada-Nicole Sanger – Donna Lamonsoff
- China Anne McClain – Charlotte McKenzie
- Cameron Boyce – Keithie Feder
- Joyce Van Patten – Gloria Hillard
- Jonathan Loughran – Robideaux
- Nadji Jeter – Andre McKenzie
- Jake Goldberg – Greg Feder